# Ufford
Ufford är en by och civil parish i distriktet East Suffolk, Suffolk, England. Civil parish har 808 invånare (2001). Den har en kyrka.